# Wizawa

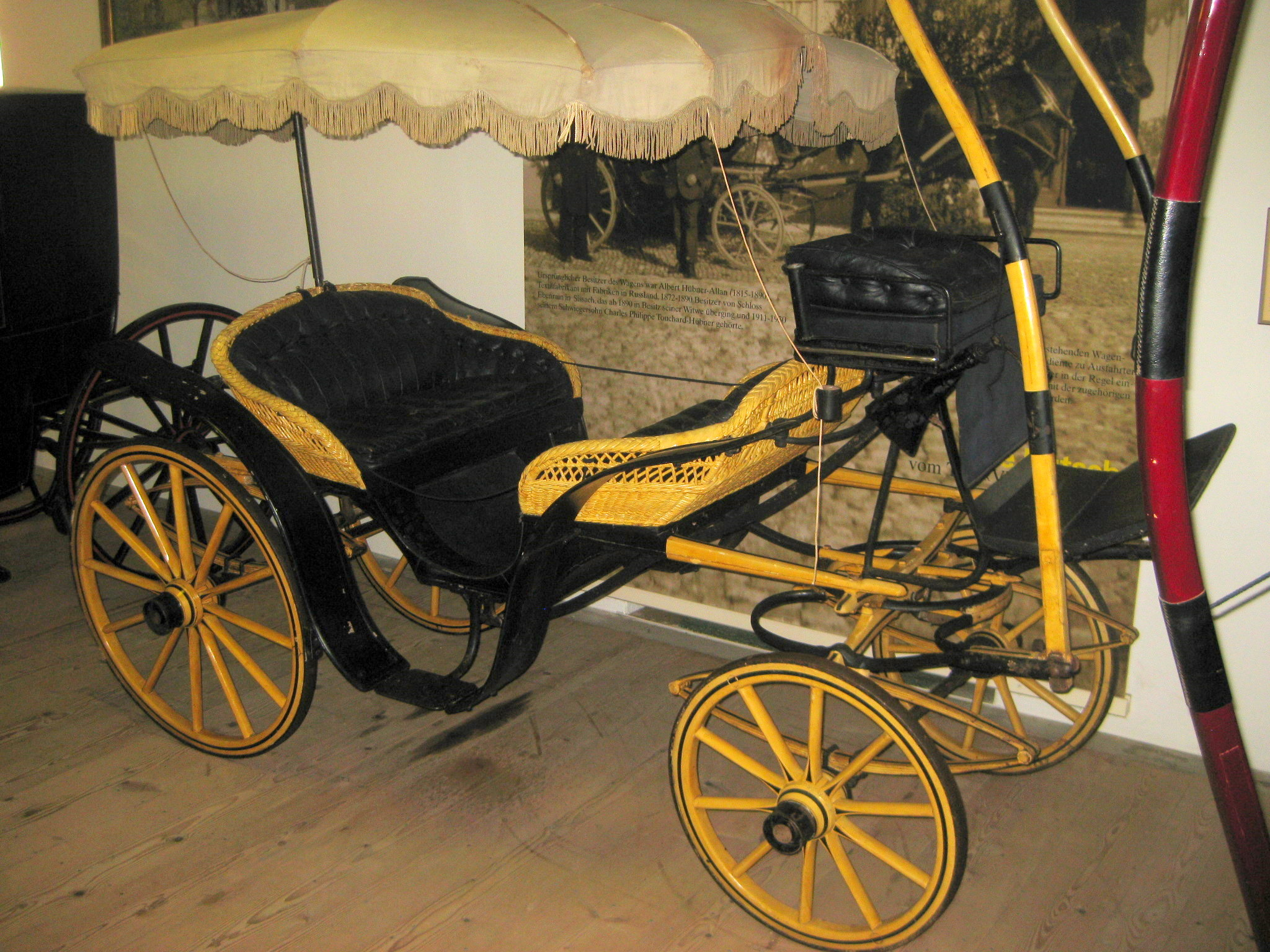
Wizawka jako pojazd spacerowy

Wizawa, wizawka, wisawka (z fr. vis-à-vis), vis-à-vis – rodzaj karety z siedzeniami ustawionymi naprzeciw siebie przeznaczony dla 2-4 osób. W użyciu od 3 ćwierci XVIII wieku. W XIX i XX wieku vis-à-vis określa konny pojazd spacerowy, z siedzeniami naprzeciw siebie, bez drzwiczek. Vis-à-vis przeznaczony był do jazdy w lecie, zatem nie posiadał dachu lub posiadał dach składany.